# Ignas Dedura
Ignas Dedura est un footballeur international lituanien né le 6 janvier 1978 à Kaunas. Il évolue au poste de défenseur et joue sa carrière en Lituanie, Lettonie puis Russie, avant de revenir jouer dans son pays.